# Дальное
Дальное (каз. Дальное) — село в Есильском районе Акмолинской области Казахстана. Входит в состав Зареченского сельского округа. Код КАТО — 114847200.

## Население
По данным 1999 года, в селе не было постоянного населения. По данным переписи 2009 года, в селе проживало 140 человек (70 мужчин и 70 женщин).